# Ludwig August Frankl von Hochwart

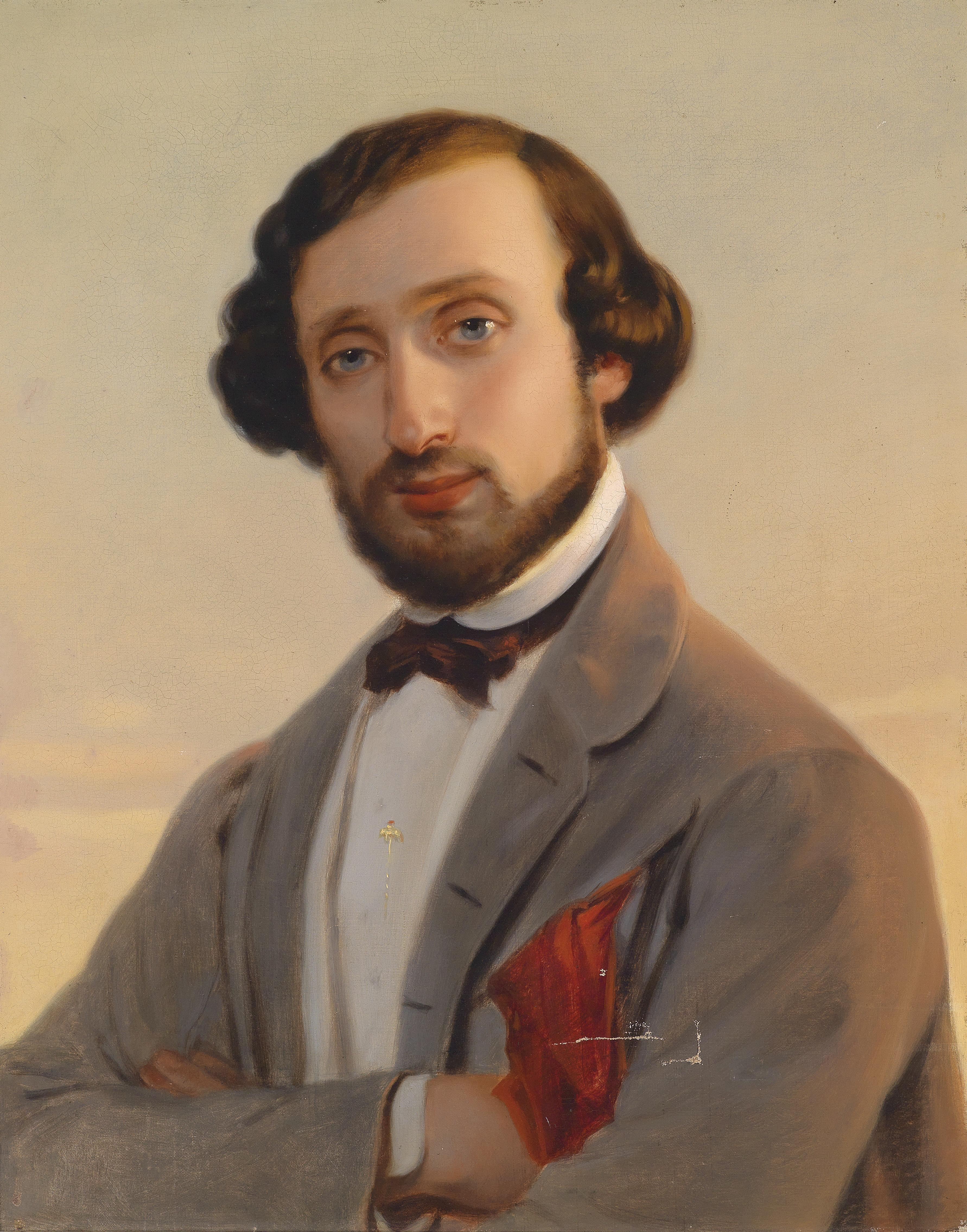
Ludwig August Frankl, Gemälde von Leopold Pollak

Ludwig August Frankl, Lithographie von Johann Stadler

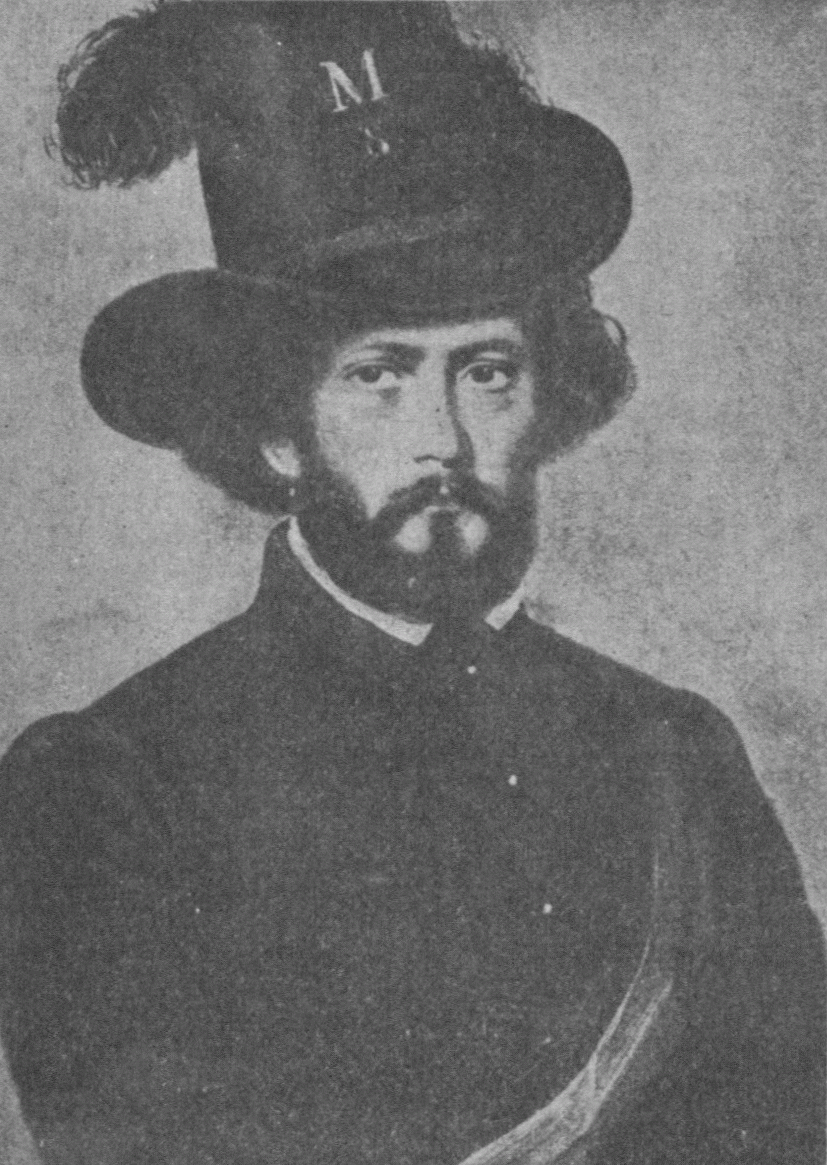
Ludwig August Frankl als akademischer Legionär im Jahre 1848 (nach einem Gemälde von Joseph Matthäus Aigner)

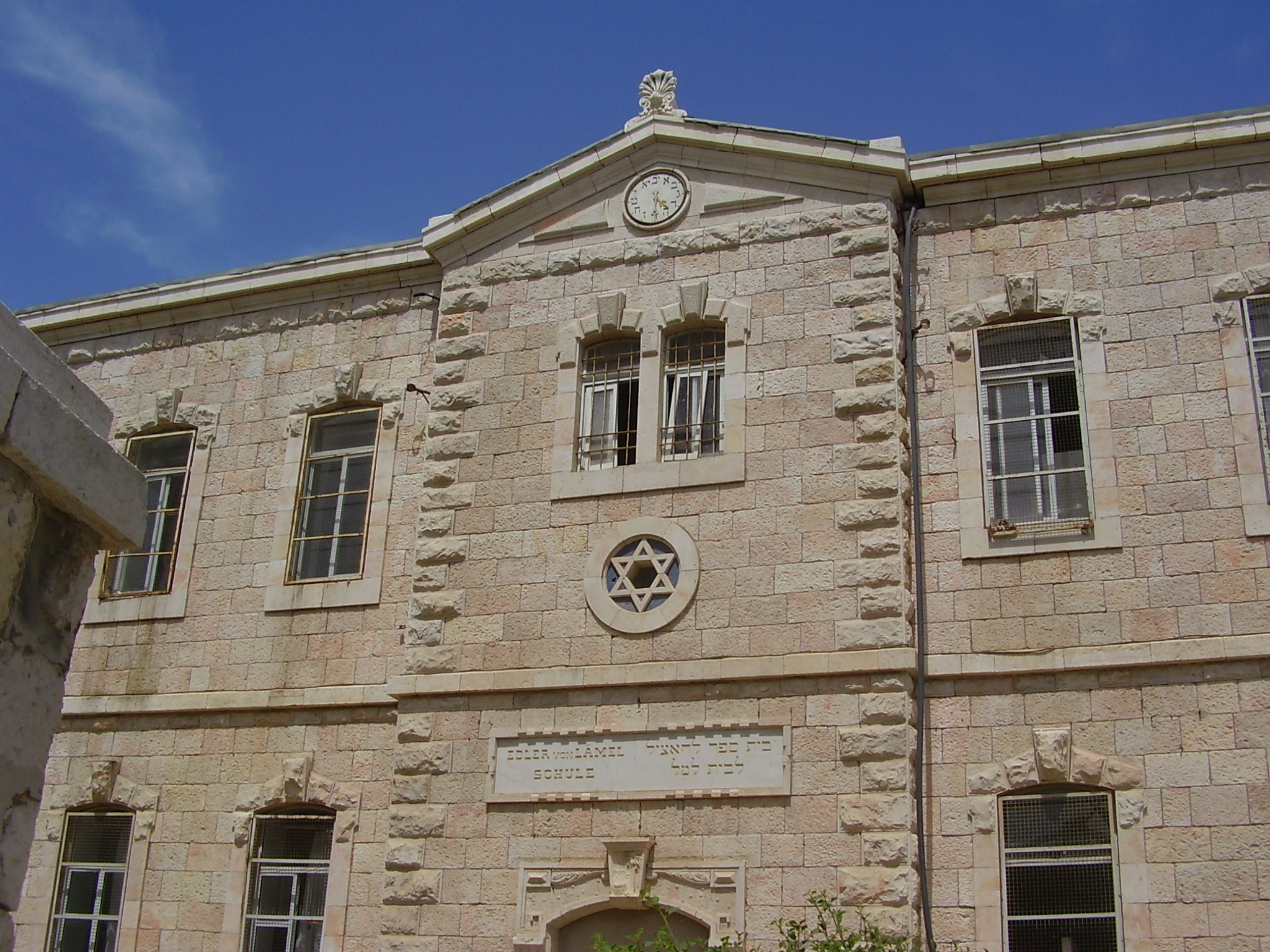
Edler-von-Lämel-Schule in Jerusalem

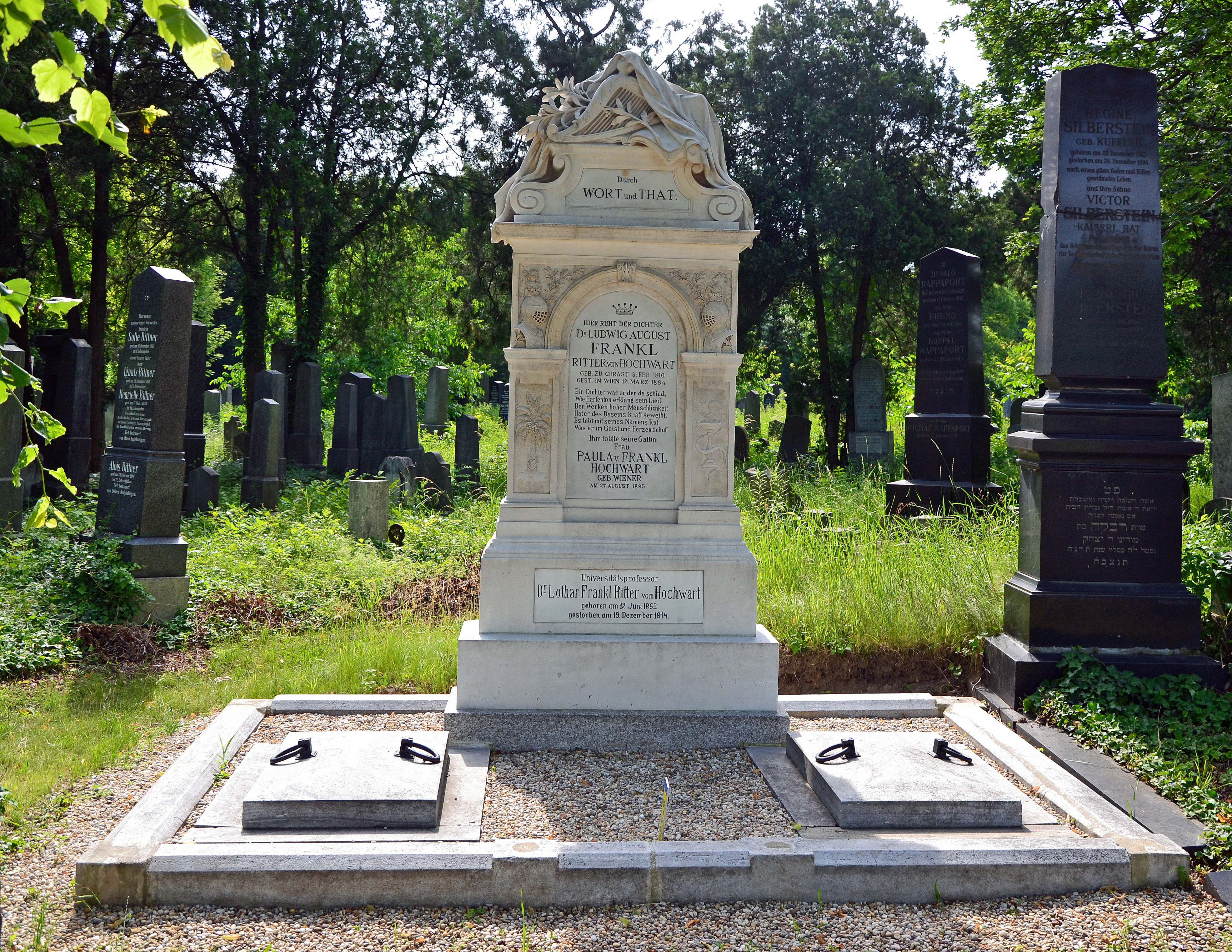
Grab von Ludwig August Frankl von Hochwart auf dem Wiener Zentralfriedhof

Ludwig August Ritter von Frankl-Hochwart (geboren 3. Februar 1810 in Chrast in Böhmen; gestorben 12. März 1894 in Wien) war Arzt, Journalist, Schriftsteller und Ehrenbürger von Wien.

## Leben und Wirken
Ludwig August Frankl stammte aus einer jüdischen Familie aus Chrast. Seine Eltern waren der Tabak-Distrikts-Verleger Leopold Frankl († 1825) und dessen Ehefrau Therese, geb. Heimann aus Lissitz. Seine Brüder waren David Bernhard Frankl (1820–1859), Kaufmann und Begründer der Handelsakademie in Prag, und der kaiserliche Rat und Gemeinderat Wilhelm Frankl (1821–1893), auf den die Einrichtung der Wiener Gewerbeschulen und des Zentralfriedhofs zurückgeführt wird.
Er besuchte das Piaristengymnasium der Prager Neustadt, das Piaristenkollegium in Leitomischl und studierte ab 1828 in Wien Medizin. Durch das Habsburglied (Wien 1832) und eine Reihe historischer Balladen führte er sich in die Kreise der Wiener Schriftsteller ein und fand durch die Episch-lyrischen Dichtungen (Wien 1834), die Sagen aus dem Morgenland (Leipzig 1834) und das romantische Epos Christoforo Colombo (Stuttgart 1836) erste Anerkennung.
Nach der Rückkehr von einer Reise nach Italien, wo er an der Universität Padua 1837 zum Doktor der Medizin promoviert wurde, gab er seinen Mediziner-Beruf auf und nahm im September 1838 in Wien die Stelle eines Sekretärs an der Israelitischen Kultusgemeinde an. Anfang März 1840 übernahm er die Redaktion des Oesterreichischen Morgenblattes, gab dann eine neue Sammlung Dichtungen (Leipzig 1840) und das biblisch-romantische Gedicht Rachel (1842; 7. Aufl., Wien 1880) heraus und begründete 1842 die Wochenschrift Sonntagsblätter, die Entscheidendes zur Entwicklung des geistigen Lebens in Österreich beitrug.
Sein Gedicht Die Universität, zu Beginn der Märzrevolution des Jahres 1848 entstanden, erregte als erstes zensurfreies Flugblatt großes Aufsehen, wurde in mehr als einer Million Exemplaren verbreitet und von zahlreichen Komponisten in Musik gesetzt. Das Gedicht beginnt mit folgenden Zeilen:
Was naht heran mit kühnem Gange?

Die Waffe blinkt, die Fahne weht;

Es naht mit Hellem Trommelklange

Die Universität.
1851 wurde er zum Professor für Ästhetik am Konservatorium der Gesellschaft der Musikfreunde ernannt. 1856 unternahm er eine Reise nach Jerusalem, wo er mit Elise von Herz-Lämel die zu Ehren ihres Vaters Simon von Lämel benannte jüdische Edler-von-Lämel-Schule gründete, deren Unterrichtssprache  in den 1880er Jahren von Ladino auf Deutsch umstellte.
1871 gründete er die Blindenanstalt Hohe Warte in Wien und wurde 1873 zum Präsidenten des ersten Blindenlehrerkongresses in Wien, zum k. k. Schulrat sowie zum Präsidenten der Schillergesellschaft in Wien und Präses der Wiener israelitischen Kultusgemeinde ernannt.
Bei Gelegenheit der Enthüllung des von ihm angeregten Schillerdenkmals auf dem Wiener Schillerplatz wurde Frankl am 10. November 1876 als Anerkennung für die von ihm ins Leben gerufene Blindenanstalt auf der Hohen Warte in Wien mit dem Prädikat „Ritter von Hochwart“ in den erbländisch-österreichischen Adelsstand erhoben. Im Jahr 1880 wurde er Ehrenbürger der Stadt Wien.
Seine letzte Ruhestätte fand Ludwig August Frankl von Hochwart in einem von Johannes Benk entworfenen Grab im alten israelitischen Teil des Wiener Zentralfriedhofs (Gruppe 5b/35/58).

## Familie
Ludwig August Frankl war verheiratet mit der 1834 geborenen Paula Wiener, einer Tochter des Prager Kaufmanns und Bankiers Hermann Wiener (gestorben 1874), und dessen Ehefrau Therese von Lämel; ihr Sohn war der Nervenarzt Lothar von Frankl-Hochwart (1862–1914). Ein Neffe Frankls war der Musikwissenschaftler Paul Josef Frankl (* 21. Dezember 1892 in Brünn, ab 1949 Professor an der Musikakademie in Wien; daselbst gestorben am †. August 1976). Ein entfernterer Verwandter Frankls war der aus Prag stammende Talmudforscher und Rabbiner Zacharias Frankel (1801–1875).

## Ehrungen (Auswahl)
Frankl war Ehrenbürger nicht nur von Wien, sondern auch von Chrast, Genua, Jerusalem, Tiberias sowie Saset.
Er trug unter anderem folgende Auszeichnungen:
- Ehrenmitglied der k. k. geologischen Reichsanstalt
- Ehrenmitglied der k. k. zoologisch-botanischen Gesellschaft in Wien
- Ehrenmitglied des Mozarteums Salzburg
- Ritter der Ordens der eisernen Krone III. Klasse
- Ritter des Franz-Joseph-Ordens
- Träger der kaiserlich österreichischen Medaille für Wissenschaft und Kunst

## Werke (Auswahl)
- Sagen aus dem Morgenlande. Leipzig 1834 (Digitalisat bei Google Books).
- Cristoforo Colombo. Romantisches Gedicht.[7] Stuttgart 1836.
- Don Juan d’Austria. Heldenlied. Leipzig 1846; 3. Auflage, Prag 1884 (Digitalisat bei Google Books).
- Ein Magyarenkönig. Balladen. (Anonym.) Leipzig 1850; 3. Auflage, Wien 1880 (Digitalisat bei Google Books).
- Gusle. Serbische Nationallieder. Wenedikt, Wien 1852 (Digitalisat bei Google Books).
- Zur Geschichte der Juden in Wien. Wien 1853 (Digitalisat in der BSB).
- Hippokrates und die Cholera. Trimeter und Knittelvers. Wien 1854 (Digitalisat bei Google Books).
- Hippokrates und die moderne Medizin. Trimeter und Knittelvers. (2 Bde.) Wien 1854
  - Band 1: Die Aerzte (Digitalisat der 5. Auflage bei Google Books),
  - Band 2: Die Charlatane (Digitalisat der 3., vermehrten Auflage bei Google Books).
- Zur Biographie Nikolaus Lenau’s. Wien 1854 (2., vermehrte Auflage 1885; Digitalisat bei Google Books).
- Nach Jerusalem! (3 Bde.) Leipzig 1858
  - Band 1: Griechenland, Kleinasien, Syrien (Digitalisat im Internet Archive),
  - Band 2: Palästina (Digitalisat bei Google Books),
  - Band 3: Egypten (Digitalisat bei Google Books).
- Aus Egypten. Wien 1860 (Digitalisat in der BSB).
- Der Primator. Gedicht in sieben Gesängen.[8] („Leopold Kompert / Dem Dichter der Geschichten ‚Aus dem Ghetto‘ / Dem geehrten Freunde / gewidmet.“) Prag 1861; 5. Auflage, Leipzig 1880 (Digitalisat der 1862 in Leipzig erschienenen 2., verbesserten Auflage bei Google Books).
- Helden- und Liederbuch. Wien/Prag 1861; 2. Aufl. 1863 (Digitalisat bei Google Books).
- Ahnenbilder. Leipzig 1864 (Digitalisat in der BSB).
- Nach 500 Jahren. Satire zur Säkularfeier der Wiener Universität. Leipzig 1865.
- Tragische Könige. Epische Gesänge. Wien 1876; 2. Aufl. 1880 (Digitalisat in der BSB).
- Zur Biographie Franz Grillparzers. Wien 1883.
- Andreas Hofer im Lied. Innsbruck 1884.
- Zur Biographie Ferdinand Raimunds. Hartleben, Wien 1884.
- Zur Biographie Friedrich Hebbels. Hartleben, Wien 1884.

Werkausgabe
- Gesammelte poetische Werke. (3 Bde.) Hartleben, Wien u. a. 1880 (Digitalisat bei Austrian Literature Online).

Als Herausgeber:
- Libanon. Ein poetisches Familienbuch. (Die erste moderne jüdische Lyrikanthologie in deutscher Sprache.[9]) Wien 1855 (Digitalisat der 3., vermehrten Aufl. 1864 im Internet Archive).